# 2007년 센트럴 리그 클라이맥스 시리즈

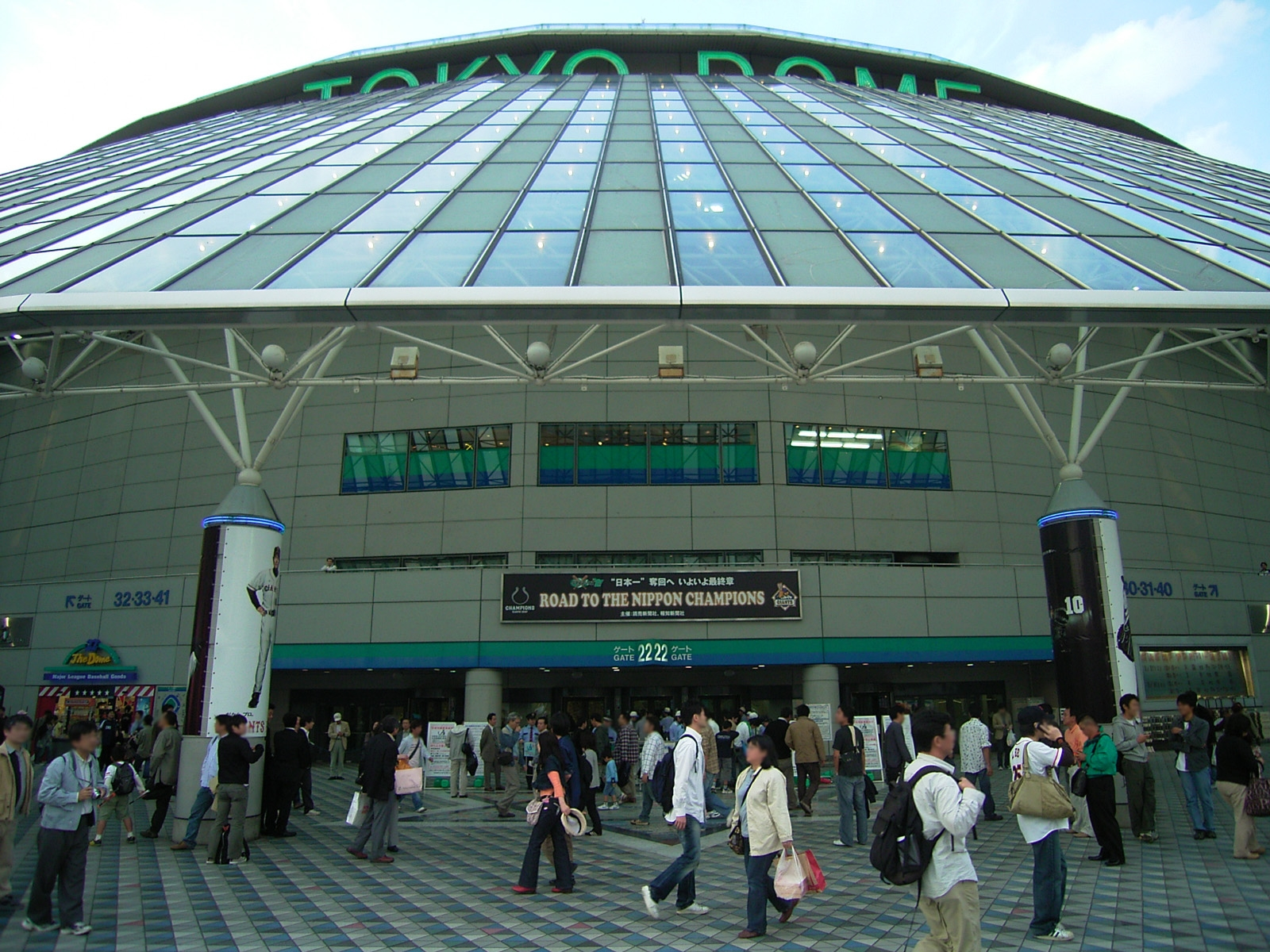
클라이맥스 시리즈 제2 스테이지를 개최했던 도쿄 돔(2007년 10월 20일 촬영)

2007년 센트럴 리그 클라이맥스 시리즈(일본어: 2007年のセントラル・リーグクライマックスシリーズ, 영어: 2007 Central League Climax Series)는 2007년 10월에 개최된 일본 프로 야구 센트럴 리그의 클라이맥스 시리즈 경기이며, 이 경기에서의 경기 결과와 성적에 대해 설명한다.

## 개요
클라이맥스 시리즈란 일본 시리즈 출전권을 쥔 플레이 오프 토너먼트 제도로 센트럴 리그에서 플레이 오프 제도가 치러진건 1950년 리그 창단 이후 최초이다.

### 제 1 스테이지
2007년 일본 프로야구 센트럴 리그 2위인 주니치 드래건스와 3위 한신 타이거즈 사이의 경기로 3전 2선승제로 개최했다.
- 일시 : 10월 13일부터 10월 15일
- 구장 : 나고야 돔

### 제 2 스테이지
2007년 일본 프로야구 센트럴 리그 우승팀인 요미우리 자이언츠와 제 1 스테이지 승리팀인 주니치 드래건스 사이의 경기로 5전 3선승제로 개최했다.
- 일시 : 10월 18일부터 10월 22일 (휴식일 없음)
- 구장 : 도쿄 돔

### 스폰서
- 특별 협찬 NTT 도코모
- 협찬 이토요 카드, 제일생명보험, 죠신 전기, 피아

## 클라이맥스 시리즈 참가 팀 및 감독
| 팀 순위       | 소속              | 감독              |
| ------------- | ----------------- | ----------------- |
| 정규 리그 1위 | 요미우리 자이언츠 | 하라 다쓰노리     |
| 정규 리그 2위 | 주니치 드래건스   | 오치아이 히로미쓰 |
| 정규 리그 3위 | 한신 타이거스     | 오카다 아키노부   |

### 대진표
|  | 1st스테이지（준결승） | 1st스테이지（준결승） |                        |     | 2nd스테이지（결승） | 2nd스테이지（결승） |
|  |                       |                       |                        |     |                     |                     |
|  |                       |                       |                        |     |                     |                     |
|  |                       |                       |                        |     |                     |                     |
|  |                       |                       |                        |     |                     |                     |
|  |                       |                       | （5전3승제） 도쿄 돔   |     |                     |                     |
|  |                       |                       |                        |     |                     |                     |
|  | 요미우리              | ●●●                   |                        |     |                     |                     |
|  | 요미우리              | ●●●                   | （3전2승제） 나고야 돔 |     |                     |                     |
|  |                       |                       | 주니치                 | ○○○ |                     |                     |
|  | 주니치                | ○○                    | 주니치                 | ○○○ |                     |                     |
|  | 주니치                | ○○                    |                        |     |                     |                     |
|  | 한신                  | ●●                    |                        |     |                     |                     |
|  | 한신                  | ●●                    |                        |     |                     |                     |
|  |                       |                       |                        |     |                     |                     |
|  |                       |                       |                        |     |                     |                     |
|  |                       |                       |                        |     |                     |                     |
|  |                       |                       |                        |     |                     |                     |

## 경기 일정

### 퍼스트 스테이지
- 1차전 : 10월 13일
- 2차전 : 10월 14일

### 파이널 스테이지
- 1차전 : 10월 18일
- 2차전 : 10월 19일
- 3차전 : 10월 20일

## 경기 결과

### 퍼스트 스테이지

#### 1차전
- 10월 13일 - 나고야 돔

| 팀 | 1 | 2 | 3 | 4 | 5 | 6 | 7 | 8 | 9 | R | H  | E |
| 한신 | 0 | 0 | 0 | 0 | 0 | 0 | 0 | 0 | 0 | 0 | 5  | 1 |
| 주니치 | 3 | 0 | 0 | 0 | 0 | 4 | 0 | 0 | X | 7 | 13 | 0 |
| 승리 투수: 가와카미 겐신(1-0) 패전 투수: 시모야나기 쓰요시(0-1) 홈런: 주니치 – 타이론 우즈(1회 2점), 모리노 마사히코(6회 3점) |   |   |   |   |   |   |   |   |   |   |    |   |

#### 2차전
- 10월 14일 - 나고야 돔

| 팀 | 1 | 2 | 3 | 4 | 5 | 6 | 7 | 8 | 9 | R | H | E |
| 한신 | 0 | 0 | 0 | 1 | 0 | 0 | 0 | 2 | 0 | 3 | 8 | 0 |
| 주니치 | 5 | 0 | 0 | 0 | 0 | 0 | 0 | 0 | X | 5 | 8 | 0 |
| 승리 투수: 나카타 겐이치(1-0) 패전 투수: 우에조노 게이지(0-1) 세이브: 이와세 히토키(1S) 홈런: 주니치 – 이병규(1회 3점) |   |   |   |   |   |   |   |   |   |   |   |   |

### 파이널 스테이지

#### 1차전
- 10월 18일 - 도쿄 돔

| 팀 | 1 | 2 | 3 | 4 | 5 | 6 | 7 | 8 | 9 | R | H | E |
| 주니치 | 0 | 0 | 2 | 2 | 0 | 0 | 0 | 1 | 0 | 5 | 9 | 0 |
| 요미우리 | 0 | 0 | 0 | 0 | 1 | 1 | 0 | 0 | 0 | 2 | 8 | 2 |
| 승리 투수: 오가사와라 다카시(1-0) 패전 투수: 우쓰미 데쓰야(0-1) 세이브: 이와세 히토키(1S) 홈런: 주니치 – 타이론 우즈(4회 2점) 요미우리 – 다니 요시토모(5회 1점) |   |   |   |   |   |   |   |   |   |   |   |   |

#### 2차전
- 10월 19일 - 도쿄 돔

| 팀 | 1 | 2 | 3 | 4 | 5 | 6 | 7 | 8 | 9 | R | H  | E |
| 주니치 | 0 | 1 | 0 | 2 | 0 | 0 | 3 | 0 | 1 | 7 | 14 | 1 |
| 요미우리 | 1 | 0 | 0 | 0 | 0 | 0 | 3 | 0 | 0 | 4 | 7  | 0 |
| 승리 투수: 가와카미 겐신(1-0) 패전 투수: 기사누키 히로시(0-1) 세이브: 이와세 히토키(2S) 홈런: 주니치 – 이병규(9회 1점) 요미우리 – 데이먼 홀린스(7회 3점) |   |   |   |   |   |   |   |   |   |   |    |   |

#### 3차전
- 10월 20일 - 도쿄 돔

| 팀 | 1 | 2 | 3 | 4 | 5 | 6 | 7 | 8 | 9 | R | H | E |
| 주니치 | 0 | 0 | 0 | 3 | 0 | 0 | 1 | 0 | 0 | 4 | 6 | 0 |
| 요미우리 | 0 | 1 | 0 | 0 | 0 | 0 | 3 | 0 | 0 | 2 | 7 | 0 |
| 승리 투수: 나카타 겐이치(1-0) 패전 투수: 다카하시 히사노리(0-1) 세이브: 이와세 히토키(3S) 홈런: 주니치 – 타이론 우즈(4회 3점), 다니시게 모토노부(7회 1점) 요미우리 – 니오카 도모히로(2회 1점) |   |   |   |   |   |   |   |   |   |   |   |   |

## 같이 보기
- 2007년 퍼시픽 리그 클라이맥스 시리즈
- 2007년 일본 시리즈